# Xystrota pulida
Xystrota pulida là một loài bướm đêm trong họ Geometridae.